# برکه گرد
برکه گرد مربوط به دوره صفوی - دوره قاجار است و در بندرعباس، بلوار شهدای محراب، سه راهی ۲۲ بهمن واقع شده و این اثر در تاریخ ۲۵ اسفند ۱۳۷۹ با شمارهٔ ثبت ۳۶۷۸ به‌عنوان یکی از آثار ملی ایران به ثبت رسیده است.